# Frans walstro
Frans walstro (Galium parisiense) is een eenjarige plant, die behoort tot de sterbladigenfamilie. Frans walstro komt van nature voor in het Middellandse Zeegebied. Noord-Afrika, Midden-Europa en West-Azië. In Nederland is Frans walstro verwilderd. Het aantal chromosomen is 2n = 22, 44 of 66.
De plant wordt 18-20 cm hoog. De sterk vertakte, vierkante stengel is bezet met naar achteren gerichte stekels. De stervormige rangschikking van de bladeren, als spaken rond een wiel, bestaat uit twee blaadjes, de overige zijn steunblaadjes die echter een soortgelijke vorm en functie hebben. De lineair-lancetvormige bladeren zijn 1-2 mm breed en ruw aan de rand door naar voren gerichte stekels.
Frans walstro bloeit vanaf juni tot in augustus met groenwitte tot groengele, 0,5-1 mm grote bloemen. De buitenkant van de bloem is groenwit of rood. De bloeiwijze is in de oksels van de bladeren een bijscherm en aan de top van de stengel een pluim.
De vrucht is een 0,8-1 mm lange, korrelige en ruwharige of kale tweedelige splitvrucht met rechtopstaande vruchtstelen.

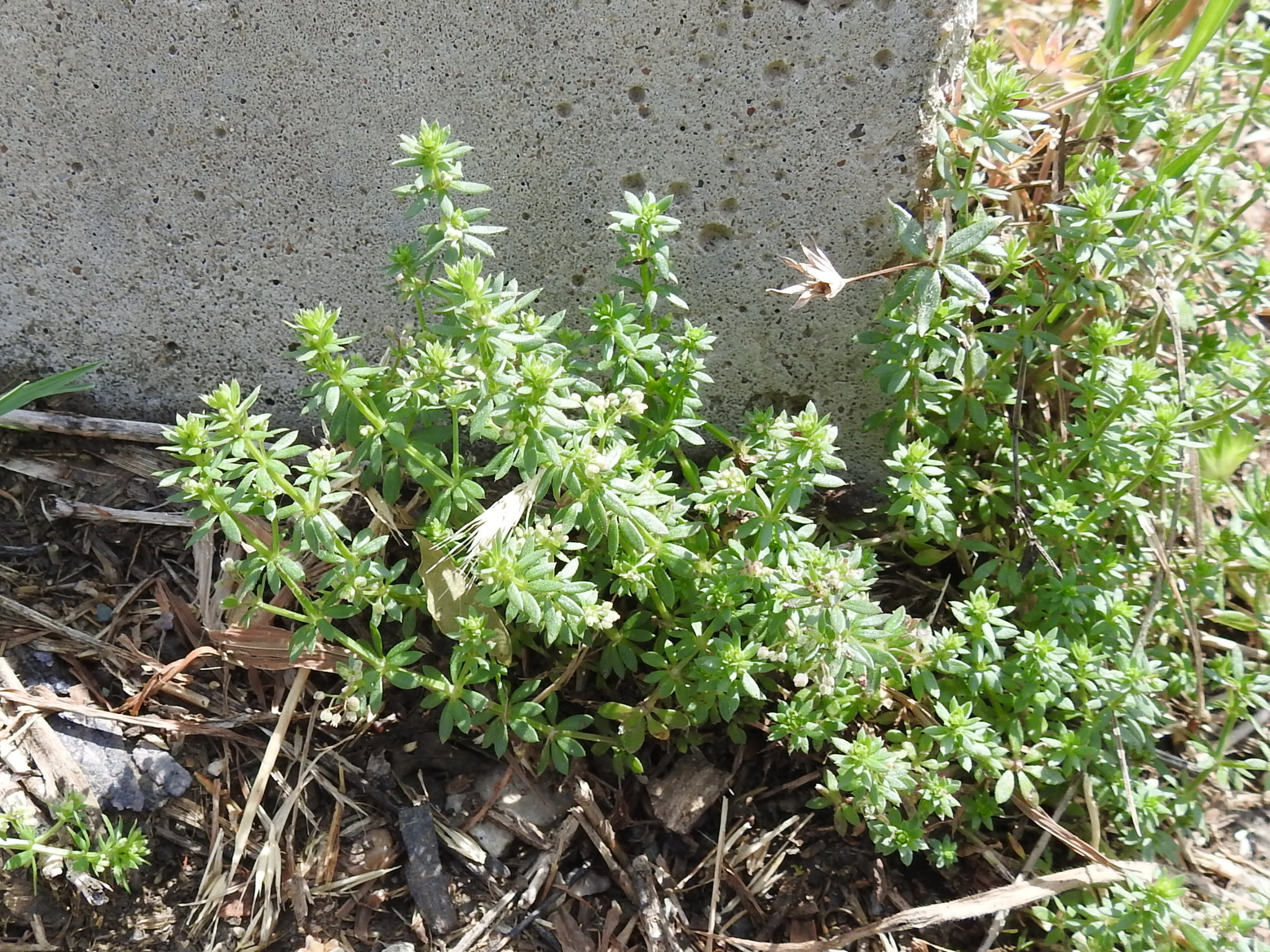
Plant
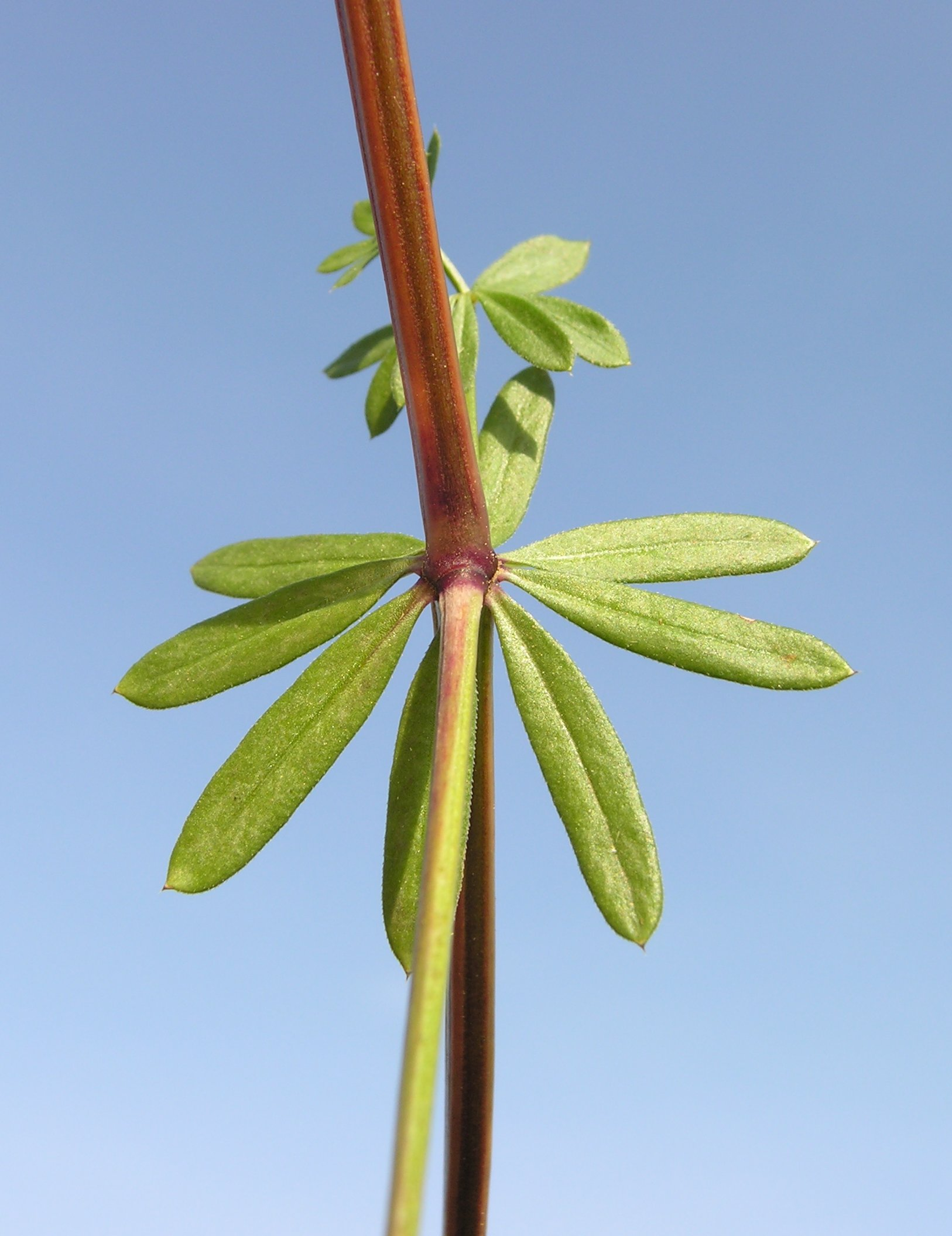
Bladeren
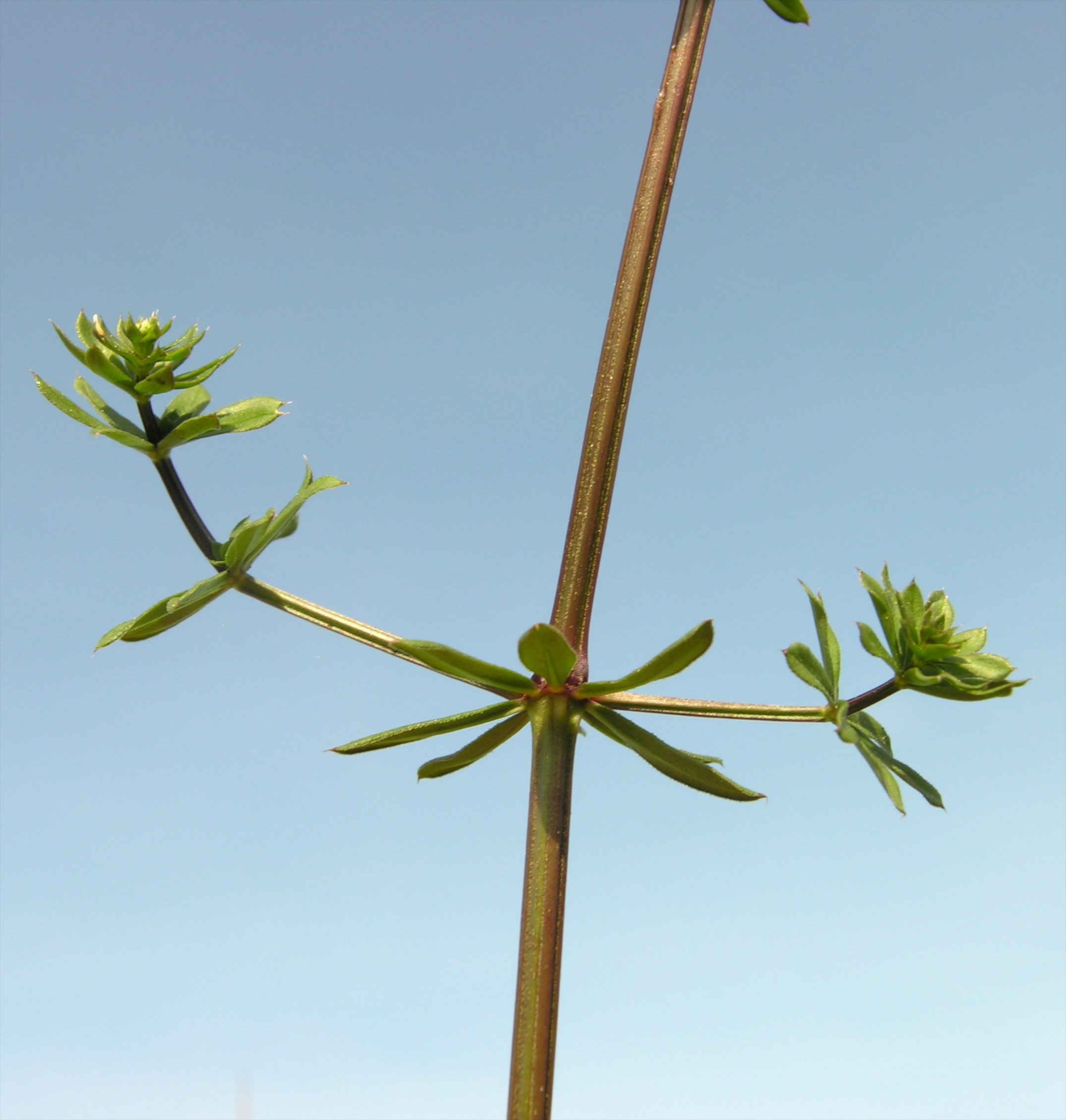
Stengel
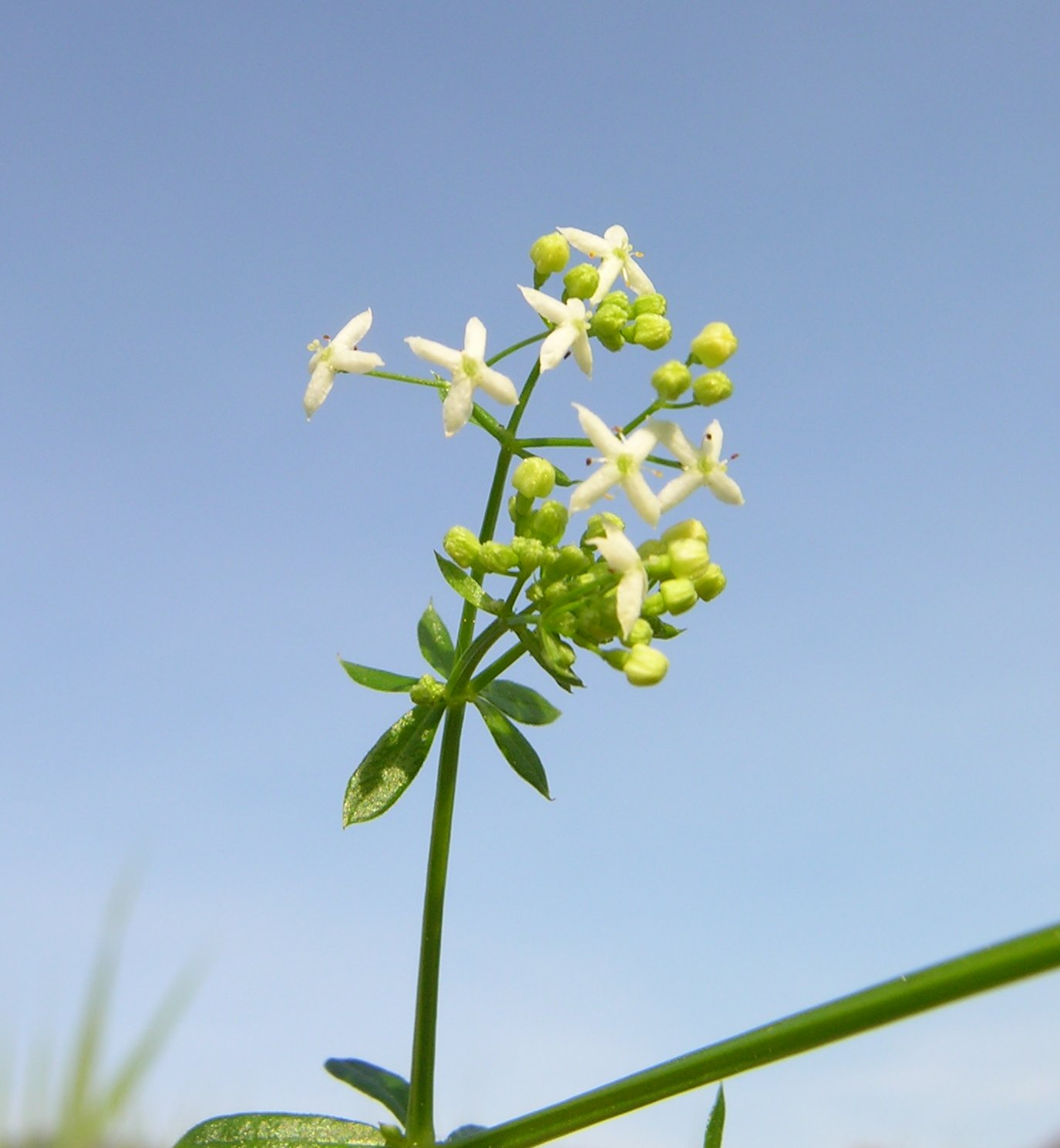
Bloeiwijze
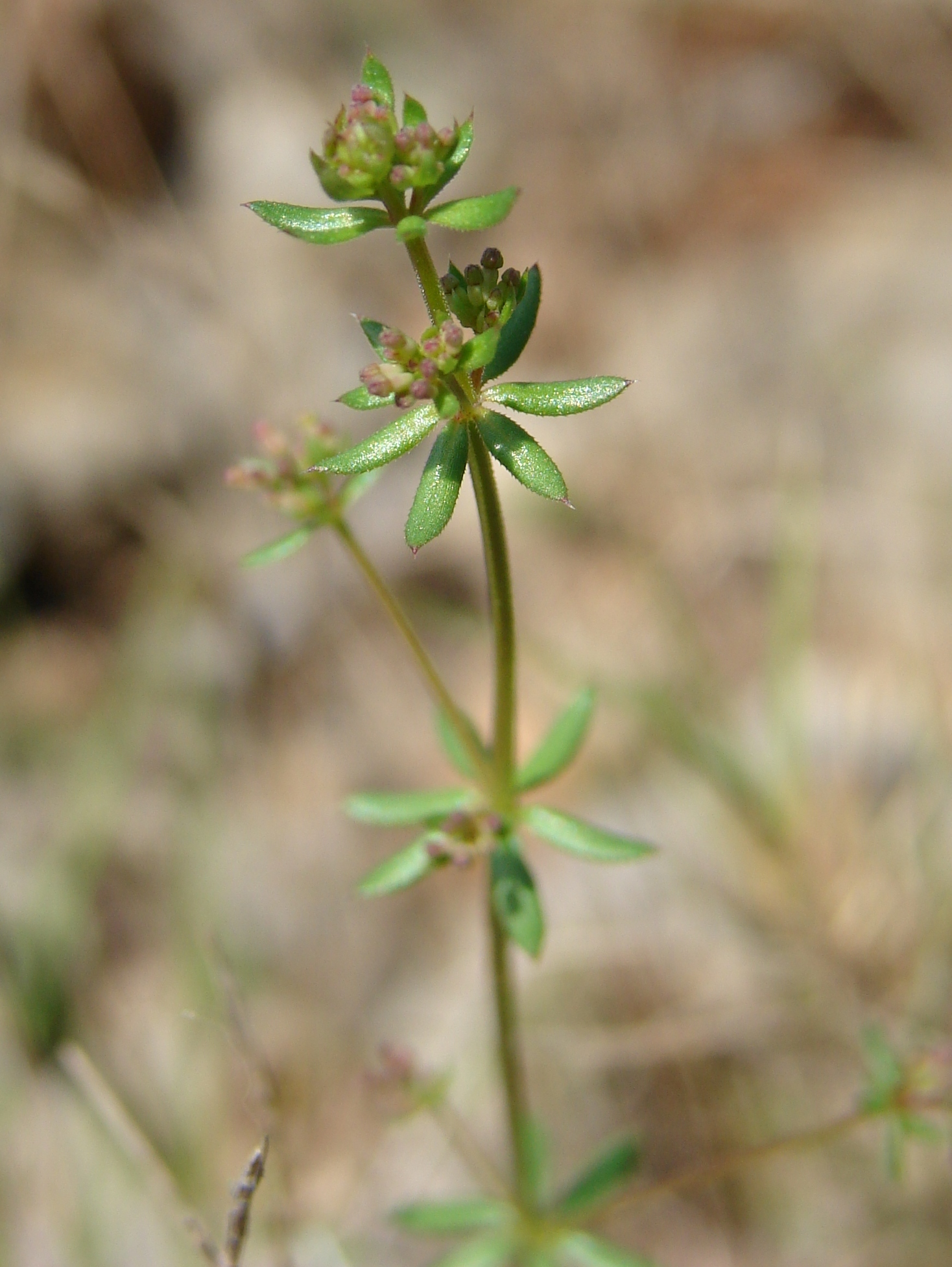
Rode bloemknoppen
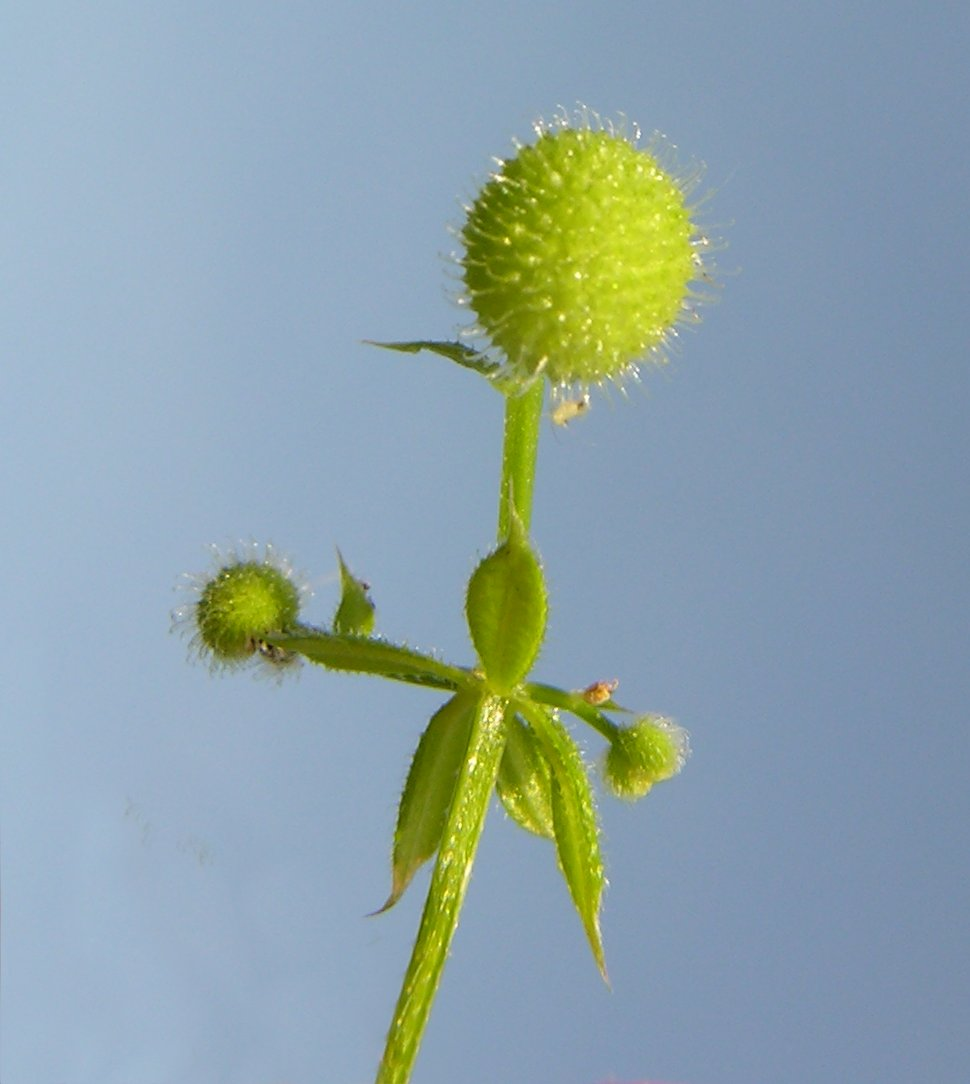
Vrucht

Frans walstro komt op droge, zandige grond in bermen, bouwland, tussen stenen en taluds voor.